# Gianni Alemanno
Giovanni "Gianni" Alemanno, född 3 mars 1958 i Bari, är en italiensk politiker som från 2008 till 2013 var Roms borgmästare för center-höger-partiet Frihetens folk.
Som ung var han aktiv i det postfascistiska Movimento Sociale Italiano. 1995 gick han med i Nationella alliansen. Tillsammans med Francesco Storace grundade han Destra Sociale, en national- och värdekonservativ gruppering inom partiet.
Mellan 2001 och 2006 var Alemanno Italiens jordbruksminister under Silvio Berlusconi.